# Gerda Bruns
Gerda Bruns (* 29. April 1905 in Drulingen; † 12. Februar 1970 in Berlin) war eine deutsche Klassische Archäologin.

## Leben, Karriere und Leistungen
Gerda Bruns war die älteste Tochter des Veterinärmediziners Hugo Bruns und seiner Frau Cäcilie Bossow. Ihre Jugend war vom Ersten Weltkrieg überschattet, ihre Schulzeit von mehreren Schulwechseln. Ostern 1924 legte sie auf dem humanistischen Gymnasium von Göttingen ihr Abitur ab. Sie studierte anschließend Klassische Archäologie, Ägyptologie sowie Gräzistik an der Universität Göttingen, der Universität Berlin, der Universität Wien sowie der Universität München. 1929 promovierte sie bei Paul Wolters in München mit einer Arbeit zum Thema Die Jägerin Artemis. Studie über den Ursprung ihrer Darstellung. An das Studium schloss sich ein Werkvertrag an der Universität Heidelberg an, mit dem sie ein Inventar der Gemmenabgüsse des archäologischen Seminars anlegte. 1930 wurde sie Volontärin an der Antikensammlung in Berlin. Zudem konnte sie in den nächsten Monaten an einer Lehrgrabung in Kärnten teilnehmen. Im Spätherbst reiste Bruns mit dem Wülfing-Stipendium versehen in die Türkei, wo sie an der Bearbeitung des archäologisch-topografischen Zettelkataloges der Abteilung Istanbul des Deutschen Archäologischen Instituts (DAI) beteiligt war. Zwischen 1931 und 1933 wirkte sie zudem unter Theodor Wiegand an der Pergamongrabung mit. Im Mai musste Bruns ihre Tätigkeit wegen einer Tropenkrankheit unterbrechen. Erst 1935 konnte sie wieder eine Tätigkeit als Volontärin am Landesmuseum Kassel aufnehmen. Zudem war sie zeitweise mit einem Werkvertrag zur Neuordnung der Antikenabteilung des Herzog Anton Ulrich-Museums betraut. 1938 erhielt sie den Auftrag des DAI, aus dem Nachlass ihres Lehrers Paul Wolters die Grabung im Kabirenheiligtum von Theben aufzuarbeiten. Seit Mai 1939 arbeitete Bruns erneut, nun als Wissenschaftliche Hilfsarbeiterin mit einem Werkvertrag, für die Antikenabteilung der Berliner Museen. Seit 1945 war sie Kustos am Museum. Zum 1. April 1947 wechselte Bruns als Referentin an die Zentrale des DAI in Berlin.
1953 wurde Bruns an der Universität Freiburg mit einer Arbeit zum Thema Der Große Kameo von Frankreich habilitiert. Sie wurde 1953 zur Wissenschaftlichen Oberrätin am DAI und außerplanmäßigen Professorin ernannt. Seit 1958 hatte sie ihren Dienstsitz in Rom, wo sie ein archäologisches Zeitschriftenverzeichnis des DAI herausgab. Bis kurz vor ihrem Tode leitete Bruns trotz fortschreitender Krankheit die unter ihrer Leitung wieder aufgenommenen Ausgrabungen im thebanischen Kabirenheiligtum.
Bruns Karriere verlief weniger im universitären als im musealen und außeruniversitären institutionellen Rahmen. Das DAI betraute sie mehrfach mit verantwortungsvollen Aufgaben, etwa der Bearbeitung des Zettelkataloges in Istanbul, der Bearbeitung der Grabungsaufzeichnungen von Paul Wolters sowie des Zeitschriftenkataloges. Um die Berliner Antikensammlung machte sie sich besonders verdient. Während des Zweiten Weltkrieges organisierte sie die Auslagerungen und Sicherung der Antiken Artefakte sowie des Archivmaterials von der Berliner Museumsinsel. Ihre Verlagerungslisten gelten noch heute als Musterbeispiel für eine museumsspezifische Dokumentation. Ihre sorgfältige Arbeit half, noch schlimmere Zerstörungen am Sammlungsbestand zu verhindern. Von 1946 bis 1949 gab sie zudem die Reihe Kunstwerke aus den Berliner Sammlungen heraus.
Bruns’ Grab befand sich auf dem Heidefriedhof in Berlin-Mariendorf.

## Schriften
- Der Obelisk und seine Basis auf dem Hippodrom zu Konstantinopel, Istanbul 1935 (Istanbuler Forschungen 7)
- Schatzkammer der Antike, Mann, Berlin 1946 (Kunstwerke aus den Berliner Sammlungen, Bd. 1,9)
- Antike Terrakotten, Mann, Berlin 1946 (Kunstwerke aus den Berliner Sammlungen, Bd. 1,7)
- Antike Bronzen, Mann, Berlin 1947 (Kunstwerke aus den Berliner Sammlungen, Bd. 1,5)
- Staatskameen des 4. Jahrhunderts nach Christi Geburt, de Gruyter, Berlin 1948 (Winckelmannsprogramme der Archäologischen Gesellschaft zu Berlin, Band 104)
- Der grosse Altar von Pergamon, Mann, Berlin 1949 (Kunstwerke aus den Berliner Sammlungen, Bd. 1,2)
- (Hrsg.), Festschrift für Carl Weickert, Mann, Berlin 1955
- Zeitschriftenverzeichnis, Steiner, Wiesbaden 1964